# Vitex keniensis
Vitex keniensis (roble meru)  es una especie de planta en la familia de las lamiáceas. 

## Distribución
Es endémica de Kenia y sur de Mozambique. Está amenazada por pérdida de hábitat. 

## Sinonimia
- Vitex balbi Chiov. (1935).[1]